# Batalla del Támesis
La batalla del Támesis fue un enfrentamiento ocurrido durante la guerra anglo-estadounidense de 1812, el día 5 de octubre de 1813 y que finalizó con una victoria decisiva de los Estados Unidos sobre Gran Bretaña.
Después de que los británicos fueran derrotados en la Batalla del Lago Erie, las tropas estadounidenses bajo el mando del general William Henry Harrison, persiguieron a los soldados en retirada por todo Chatham. Las fuerzas británicas que constaban de 600 elementos propios y 1000 indígenas aliados comandados por Tecumseh, se encontraron con 3500 milicianos estadounidenses en el canadiense río Támesis cerca de Moraviantown en Ontario. Rápidamente los ingleses fueron derrotados y Tecumseh murió, disolviéndose así la alianza britano-indígena y Harrison siendo considerado un héroe nacional.